# Сердеров, Сердер Мукаилович
Серде́р Мукаи́лович Серде́ров (род. 10 марта 1994, Махачкала) — российский футболист, полузащитник махачкалинского «Динамо».

## Карьера

### Клубная
Футболом начал заниматься в родной Махачкале в РСДЮШОР-2, где его первым тренером был Гамаль Бабаев. Затем играл за детские команды «Анжи».
На одном из юношеских турниров, в котором принимали участие воспитанники махачкалинского клуба, проходившем в Пятигорске, на Сердерова обратили внимание селекционеры ЦСКА, после чего пригласили его в свою команду. С 15 лет начал привлекаться к тренировкам дублирующего состава команды, а в 2010 году дебютировал за него в молодёжном первенства России. 11 марта на 74-й минуте матча со сверстниками из «Амкара» вышел на замену вместо Искандара Джалилова, однако это не спасло его команду от поражения. По итогам сезона юные армейцы заняли 14-е место в турнирной таблице.
В середине июля 2011 года руководство ЦСКА получило официальное предложение от «Ювентуса» о трансфере, однако ответило отказом.
22 ноября 2011 года дебютировал за основной состав московского клуба в матче группового этапа Лиги чемпионов против французского «Лилля», когда главный тренер Леонид Слуцкий выпустил его в концовке встречи вместо Александра Цауни.

Сердеров — ярко выраженный игрок штрафной площади. За её пределами он уже не тот. У него нет скорости, чтобы бежать. По своей манере он напоминает нападающего Гильерме. Такой игрок может получить мяч в штрафной площади, быстро разобраться и четко «щелкнуть».
— Леонид Слуцкий
10 июля 2012 года было объявлено о переходе игрока в махачкалинский «Анжи».
1 сентября 2012 года в матче 7-го тура первенства молодёжных команд против «Крыльев Советов» сделал покер.
За «Анжи» дебютировал 27 сентября 2012 года в выездном матче против «Урала», который проходил в рамках розыгрыша Кубка России 2012/13, выйдя на 103-й минуте вместо Шамиля Лахиялова и отметился забитым мячом в серии послематчевых пенальти, благодаря которому «Анжи» вышел в следующий раунд. 31 октября 2012 года в матче 1/8 финала Кубка России сезоне 2012/2013 годов против тех же «Крыльев Советов» заменил Одила Ахмедова на 79-й минуте и забил гол на 87-й. В Премьер-лиге дебютировал 18 ноября 2012 года, заменив Мехди Карсела-Гонсалеса на 80-й минуте в матче 16-го тура против «Ростова».
В июне 2013 года в СМИ появилась информация о том, что до старта сезона в Премьер-лиге «Урал» планирует укрепиться несколькими игроками, среди которых и Сердер Сердеров. В сезоне 2013/2014 Сердеров выступал за «Урал» на правах аренды.
Позже, в связи со сменившейся стратегией развития «Анжи», игрок был возвращён в махачкалинский клуб. 17 марта 2014 года в выездном матче против «Спартака» сравнял счёт и спас команду от поражения.
В январе 2015 года до конца сезона перешёл на правах аренды в «Крылья Советов», однако уже в апреле по семейным обстоятельствам вернулся в Махачкалу.
В сезоне 2015/16 подписал годичный контракт с болгарской командой «Славия» София. За два сезона провел 38 матчей, забил 10 голов.
В сезоне 2017/18 перешёл в состав «Енисея» из ФНЛ. Сыграл 25 матчей, забил один гол.
В начале августа 2018 года мог перейти в азербайджанский «Сумгаит», однако перебрался в польскую «Краковию». Дебютировал 17 августа, выйдя на замену вместо Матеуша Вдовяка на 82-й минуте домашнего матча 5-го тура чемпионата Польши против «Заглембе». В начале 2019 года клуб расторг контракт.
15 января 2019 года перешёл в хорватский «Интер». Хет-триком отметился в матче 12-го тура против команды «Осиек». Всего за полтора сезона в 40 матчах чемпионата забил 16 голов и отдал 2 голевые передачи. В активе Сердера ещё 3 матча на кубок страны.
4 августа 2020 года Сердер Сердеров подписал контракт с венгерским футбольным клубом «Мезёкёвешд» из одноимённого города. В течение одного сезона он забил 2 гола в 13 матчах национального чемпионата. Также он сыграл 1 матч за кубок страны.
9 августа 2021 года перешёл в хорватский клуб из города Пула — «Истра 1961». За неполный сезон провёл 21 игру в чемпионате, отметившись одной голевой передачей. В розыгрыше Кубка страны принял участие в 3 матчах, забив 1 гол.
26 апреля 2022 года на правах аренды до конца сезона перешёл в казахстанский «Актобе». 27 апреля 2022 года вышел на замену на 71-й минуте в матче 8-го тура против ФК «Тараз».
В начале 2023 года перешёл в «Согдиану». В конце июля того же года стал игроком махачкалинского «Динамо», в составе которого дебютировал 30 июля 2023 года, выйдя на замену вместо Ражаба Магомедова во втором тайме в поединке Первой лиги против краснодарской «Кубани».
21 июля 2024 года вернулся в РПЛ, сыграв в гостевом матче первого тура против подмосковных «Химок» (1:1).

### В сборных
В 2010 году начал привлекаться в юношескую сборную России, составленную из игроков 1994 года рождения. Дебютировал за неё 16 октября в матче отборочного турнира юношеского чемпионата Европы, проходившего в испанском Бенидорме, со сборной Финляндии. В той встрече Сердер выступал в роли капитана и забил гол, чего не хватило для победы над соперником, который во втором тайме сумел отыграться. А уже в следующей игре с Молдавией Сердеров оформил хет-трик. В заключительном матче Сердеров также забил, однако россияне уступили испанцам, но смогли вместе с ними пробиться в элитный раунд отборочного турнира, где однако не смогли завоевать путёвку на финальный этап чемпионата.

## Достижения
- Бронзовый призёр молодёжного первенства России: 2011
- Серебряный призёр чемпионата Казахстана: 2022

## Статистика выступлений

### Клубная статистика
По состоянию на 28 апреля 2022 года.
| Выступление      | Выступление                | Выступление      | Лига | Лига | Кубки | Кубки | Еврокубки | Еврокубки | Итого | Итого |
| Клуб             | Лига                       | Сезон            | Игры | Голы | Игры  | Голы  | Игры      | Голы      | Игры  | Голы  |
| ---------------- | -------------------------- | ---------------- | ---- | ---- | ----- | ----- | --------- | --------- | ----- | ----- |
| ЦСКА (Москва)    | Премьер-лига               | 2011/12          | 0    | 0    | 0     | 0     | 1         | 0         | 1     | 0     |
| ЦСКА (Москва)    | Итого                      | Итого            | 0    | 0    | 0     | 0     | 1         | 0         | 1     | 0     |
| Анжи             | Премьер-лига               | 2012/13          | 4    | 0    | 2     | 1     | 0         | 0         | 6     | 1     |
| Анжи             | Итого                      | Итого            | 4    | 0    | 2     | 1     | 0         | 0         | 6     | 1     |
| → Урал           | Премьер-лига               | 2013/14          | 4    | 0    | 0     | 0     | 0         | 0         | 4     | 0     |
| → Урал           | Итого                      | Итого            | 4    | 0    | 0     | 0     | 0         | 0         | 4     | 0     |
| Анжи             | Премьер-лига               | 2013/14          | 21   | 2    | 1     | 0     | 7         | 0         | 29    | 2     |
| Анжи             | ФНЛ                        | 2014/15          | 11   | 1    | 2     | 0     | 0         | 0         | 13    | 1     |
| Анжи             | Итого                      | Итого            | 32   | 3    | 3     | 0     | 7         | 0         | 42    | 3     |
| → Крылья Советов | ФНЛ                        | 2014/15          | 2    | 0    | 0     | 0     | 0         | 0         | 2     | 0     |
| → Крылья Советов | Итого                      | Итого            | 2    | 0    | 0     | 0     | 0         | 0         | 2     | 0     |
| Анжи             | Премьер-лига               | 2015/16          | 1    | 0    | 1     | 0     | 0         | 0         | 2     | 0     |
| Анжи             | Итого                      | Итого            | 1    | 0    | 1     | 0     | 0         | 0         | 2     | 0     |
| Славия (София)   | Высшая лига                | 2015/16          | 11   | 2    | 0     | 0     | 0         | 0         | 11    | 2     |
| Славия (София)   | Высшая лига                | 2016/17          | 27   | 8    | 0     | 0     | 2         | 1         | 29    | 9     |
| Славия (София)   | Итого                      | Итого            | 38   | 10   | 0     | 0     | 2         | 1         | 40    | 11    |
| Енисей           | ФНЛ                        | 2017/18          | 30   | 1    | 3     | 0     | 0         | 0         | 33    | 1     |
| Енисей           | Итого                      | Итого            | 30   | 1    | 3     | 0     | 0         | 0         | 33    | 1     |
| Краковия         | Экстракласа                | 2018/19          | 6    | 0    | 2     | 0     | 0         | 0         | 8     | 0     |
| Краковия         | Итого                      | Итого            | 6    | 0    | 2     | 0     | 0         | 0         | 8     | 0     |
| Интер (З)        | Первая хорватская лига     | 2018/19          | 18   | 7    | 1     | 0     | 0         | 0         | 19    | 7     |
| Интер (З)        | Первая хорватская лига     | 2019/20          | 22   | 9    | 2     | 0     | 0         | 0         | 24    | 9     |
| Интер (З)        | Итого                      | Итого            | 40   | 16   | 3     | 0     | 0         | 0         | 43    | 16    |
| Мезёкёвешд       | OTP Банк Лига              | 2020/21          | 13   | 2    | 1     | 0     | 0         | 0         | 14    | 2     |
| Мезёкёвешд       | Итого                      | Итого            | 13   | 2    | 1     | 0     | 0         | 0         | 14    | 2     |
| Истра 1961       | Первая хорватская лига     | 2021/22          | 21   | 0    | 3     | 1     | 0         | 0         | 24    | 1     |
| Истра 1961       | Итого                      | Итого            | 21   | 0    | 3     | 1     | 0         | 0         | 24    | 1     |
| → Актобе         | Казахстанская Премьер-Лига | 2022             | 1    | 0    | 0     | 0     | 0         | 0         | 1     | 0     |
| → Актобе         | Итого                      | Итого            | 1    | 0    | 0     | 0     | 0         | 0         | 1     | 0     |
| Всего за карьеру | Всего за карьеру           | Всего за карьеру | 202  | 32   | 19    | 2     | 10        | 1         | 231   | 35    |

## Личная жизнь
Жена Алина, свадьба состоялась 5 июня 2014 года. По национальности — лезгин. Его семья родом из села Эминхюр Сулейман-Стальского района республики Дагестан. По состоянию на 2010 год родители Сердерова жили в Махачкале. Отец Мукаил Шерифович работал инженером, а мать Мелнажат Селимхановна — домохозяйкой.